# Коркут
Коркут, Коркыт или Горкут-ата — тюркский поэт-песенник, акын, сказитель и композитор X века, выходец из степей вдоль реки Сыр-Дарья. Согласно легендам, является создателем кобыза, а также, покровителем поэтов и музыкантов.

## Книга
«Қорқыт ата кітабы» («Книга деда Коркута») — письменный эпический памятник тюркских народов. 
Каждое сказание имеет собственный сюжет и в каждом из них главным героем представлен Коркут-ата — мудрец, вождь племени, предсказатель судеб.

## Легенда о Коркуте
Согласно легенде, мать Коркута носила его в утробе три года. Один раз в год он сжимался. До рождения Коркута во всем мире три дня и три ночи было темно. Ожесточенный шторм заставил нацию почувствовать страх. В связи с этим имя ребенка — «Коркут», что означает «страх». К. Кониратбаев, выражает что «Коркут» — «человек, который является спасителем, то есть человеком, который приносит спасение», С. Каскабасов считает, что «жизнь истекает, и смерть приходит». Э. Турсунов, основанный на фольклоре тюркских народов, объясняет слова «дада, деде» как «пропагандистская жырау». Жирмунский считает Коркута волшебным орудием - хозяином кобыза, шаманом, покровителем. Памятник Коркут-Ата — исторический памятник — «Книга Коркут-Ата» («Китаби-и-Корквад»). Там Коркут Ата изображён как жырау, мудрый человек, гений, вождь, шаман, жизнерадостный человек. В начале книги цитируются притча Кокута Ата. Он говорит: «В жизни есть смерть, нет изменений, нет бессмертия, нет железа, никто не умирает, он меняет и забывает, только вечные и бессмертные вещи являются результатом хорошей работы, проделанной в жизни человека». Легенды Коркут-Аты отражены во взглядах тюркских народов о жизни и смерти. Согласно легенде, Коркут Ата засыпал и слышит сообщение: «Если вы не будете вспоминать про смерть, вы будете жить вечно». Через некоторое время он не смог добраться до одной тропинки и сказал: «Даже если я умру, я приду!» Он сожалеет об этом и говорит: «Вы думаете о смерти и теперь умрёте». В легенде Коркут Ата изображен как боец, пожизненный истребитель, ищущий место, где его люди живут счастливо. Коркут Ата, прославлявший людей своими псалмами и словами, потерявшими сознание в конце своей жизни, пересекает четыре уголка мира в поисках вечной жизни. Но куда бы он ни пошел, он встречает людей, которые копают могилу. задавая вопрос «чья это могила?», Он всегда слышал ответ «это могила Коркута». Вот как «Куда вы не пойдете или не посмотрите везде могила Коркута!» Наконец, когда вы найдете землю, вы слышите, что вы живы и возвращаетесь на родину в Сырдарию. Затем, думая, что вечная жизнь - это просто искусство, он изобрел инструмент кобыз. Согласно другой легенде, когда он стелит ковёр в середине реки и начинает играть на кобызе, она не погружается в воду. Коркут Ата говорит, что во время играния на кобызе не было смертных, были только счастливые существа. Но Коркут Ата устал и когда он заснул, из воды вырвался маленький змей и укусил его своим ядом. В этой легенде смерть не предупреждает о своём приходе, всё это тянет на змею. Это взгляд философа на смерть, что люди не умирают с предупреждением. мы видим основу заключения. Великая философская проблема, встречающаяся в легендах Коркут-Ата, — проблема времени и пространства.
«Легенда о Коркут глубоко оптимистична, смысл её заключается в том, что Коркут нашёл бессмертие в служении человечеству созданным им искусством» (Валиханов Ч. Ч. Собрание сочинений. — Алма-Ата, 1961, т. I).
«Легенда о Коркуте — один из стержневых компонентов казахской ментальности» (Чокан Валиханов).

## Дань памяти
По легендам, по просьбе самого Коркута, на его могилу был положен кобыз, тихо звучавший при порывах ветра во все времена.
Архитектурный памятник в форме кобыза в честь Коркут-ата был сооружён в 1980 году в Кармакчинском районе Кызылординской области Казахстана. Авторы — архитектор Б. Ибраев и физик-акустик С. Исатаев. При дуновении ветра он начинает заметно звучать и все проезжающие могут слышать мелодию ветра. Памятник виден и из окон проходящих тут же поездов, следующих из Москвы в Ташкент и Алма-Ату.
На месте захоронения Коркута на берегу реки Сырдарьи приблизительно в X—XI вв. был воздвигнут мавзолей «Коркут-Тубе», что означают — Холм Коркыта. В простонародье этот холм зовется - поющие трубы. С веками он пришёл в разрушение. В 1997 году проведена реставрация памятника Коркута. Создан целый архитектурный ансамбль — комплекс с амфитеатром, гостиницей и другими объектами. А в 2000 году при нём был создан музей.
В 2001 году в Казахстане учреждён Общественный фонд «Коркут» с целью распространения знаний в обществе о воздействии культуры кочевых тюрков на мировую музыкальную культуру.
С 2006 года Минкультом Республики Казахстан и акиматом города Кызылорды проводится Международный фестиваль «Коркут и музыка Великой Степи».
В 2008 году в столице Казахстана Астане разбит сквер и установлен памятник-композиция «Коркут кобыз».
На 13 сессии ЮНЕСКО 26 ноября — 1 декабря 2018 г. в г. Порт-Луи (Республика Маврикий) было принято решение о включении наследия Коркута Ата в Репрезентативный список нематериального культурного наследия человечества.
В работе сессии принимают участие представители 217 стран мира, которые проголосовали единогласно.
Работа по включению наследия Коркут Ата в список ЮНЕСКО в Кызылординской области была начата в 2014 году, были проведены ряд экспертных встреч по данному вопросу. Так, в 2016—2017 гг. в г. Кызылорде состоялись выездные заседания ЮНЕСКО и ИСЕСКО (Исламская организация по вопросам образования, науки и культуры), а в феврале 2017 г. была организована экспертная встреча   при участии представителей Казахстана, Азербайджана, Кыргызстана, Турции, а также Международной тюркской академии, на которой был утвержден План действий по подготовке многонациональной заявки по наследию Коркут-Ата. Это совместная работа Казахстана, Азербайджана и Турции, в рамках которой  Казахстан представил на рассмотрение наследие Коркут ата.
В Кармакшинском районе Кызылординской области в 1980-х годах был построен мемориальный комплекс в честь духовного наставника тюркского мира Коркут Ата. В 2014 году по поручению Президента РК Н. А. Назарбаева была произведена его реконструкция со строительством центра паломничества. Ежегодно его посещают до 13 тысяч туристов из стран ближнего и дальнего зарубежья. Мемориальный комплекс расположен вдоль международной автомагистрали «Западная Европа — Западный Китай» в 200 километрах от г. Кызылорды.
Именем Коркута названы Кызылординский государственный университет, аэропорт «Коркут-ата» в Кызылорде, улицы в городах Казахстана.

## Фильмы
2011 — документальный фильм «Коркут — история кюя», «Казахфильм», реж. Берик Барысбеков ,  (недоступная ссылка).https://www.youtube.com/watch?v=nw2Fp3F-ELM&t=21s